# História do turfe em Montevidéu
Houve a quebra do Jockey Club de Montevideo, que resultou em hasta pública em 1996  e o fechamento em 1997 do Hipódromo Nacional de Maroñas. Este hipódromo foi expropiado pelo Estado em 1999 e arrendado a uma sociedade privada que que restabeleceu as corridas  2003, tomando o nome de Maroñas Entertainment.